# Callopistria albolineola
Callopistria albolineola là một loài bướm đêm trong họ Noctuidae.